# Garsoniera (film)
Garsoniera este un film post-apocaliptic[*] regizat de Richard Lester după un scenariu de Spike Milligan[*]. A fost produs în Regatul Unit de studiourile Oscar Lewenstein[*] și a avut premiera la iunie 1969, fiind distribuit de United Artists. Coloana sonoră este compusă de Ken Thorne[*]. 

## Distribuție
Rolurile principale au fost interpretate de actorii:

Rita Tushingham
Dudley Moore
Ralph Richardson
Michael Hordern[*]
Arthur Lowe[*]
Harry Secombe[*]
Marty Feldman
Peter Cook[*]
Richard Warwick[*]
Ronald Fraser
Roy Kinnear[*]
Spike Milligan[*]
Jack Shepherd[*]
Mona Washbourne[*]
Jimmy Edwards[*]
Dandy Nichols[*]
Frank Thornton[*]
Bill Wallis[*]
Ronnie Brody[*]  .